# Flagellazione di Cristo (Brusasorzi, 1589)
Flagellazione di Cristo è un'opera del pittore veronese Felice Brusasorzi oggi conservata nel museo di Castelvecchio a Verona.
Originariamente pala d'altare per la chiesa di san Leonardo in Monte Donico officiata dai canonici lateranensi. Con la soppressione della congregazione nel 1772 divenne proprietà privata.  Di essa è stata messa in evidenza "l'originalità dell'impianto luministico derivato dalla pratica di dipingere su una pietra di paragone". Nella composizione, grande rilevanza la luce della torcia posta in alto che evidenza le posizioni in movimento delle figure. Sulla base della colonna la firma dell'autore e la datazione (MDLXXXIX).